# Трегубовка (Мордовия)
 Трегу́бовка  — деревня в Старошайговском районе Мордовии в составе  Новофёдоровского сельского поселения.

## География
Находится на расстоянии примерно 17 километров по прямой на север от районного центра села Старое Шайгово.

## История
Известно с 1863 года как владельческая деревня Лукояновского уезда из 18 дворов.

## Население
Постоянное население составляло 31 человек (русские 97%) в 2002 году, 8 в 2010 году .